# 1961 w lotach kosmicznych
| Data                 | Ładunek               | Rakieta          | Opis |
| -------------------- | --------------------- | ---------------- | --- |
| 31 stycznia 1961     | SAMOS 2               | Atlas Agena A    | Satelita rozpoznawczy, który robił zdjęcia z rozdzielczością 30 metrów. |
| 12 lutego 1961       | Wenera 1              | Mołnia           | Pierwsza sonda międzyplanetarna przeznaczona do badania Wenus. Miała się rozbić o powierzchnię planety jednak z powodu utraty łączności misja zakończyła się niepowodzeniem. |
| 16 lutego 1961       | Explorer 9            | Scout X-1        | Satelita miał formę balonu, który miał badać górne warstwy atmosfery. Pierwszy satelita wyniesiony przez rakietę na paliwo stałe z Wallops Flight Facility. |
| 25 marca 1961        | Korabl-Sputnik 5      | Wostok           | Ostatni prototyp załogowego statku kosmicznego Wostok. W części załogowej był manekin „Iwan Iwanowicz” symulujący kosmonautę i pies „Gwiazdeczka”. |
| 12 kwietnia 1961     | Wostok 1              | Wostok           | Pierwszy załogowy lot kosmiczny. Jurij Gagarin przebywał w przestrzeni kosmicznej 108 minut i po wykonaniu jednego okrążenia Ziemi bezpiecznie wylądował za pomocą spadochronu. |
| 27 kwietnia 1961     | Explorer 11           | Juno II          | Pierwszy satelita przeznaczony do badania promieniowania gamma. |
| 5 maja 1961          | Freedom 7             | Mercury-Redstone | Drugi w historii astronautyki lot załogowy. Alan Shepard wykonał trwający 15 minut lot suborbitalny, po czym w kapsule bezpiecznie wylądował na powierzchni oceanu. |
| 12 lipca 1961        | TIROS 3               | Thor Delta       | Pierwszy satelita meteorologiczny w historii, który wykrył huragan z kosmosu. W 1961 zrobił zdjęcia sześciu huraganów i dwóch tajfunów. |
| 12 lipca 1961        | MIDAS 3               | Atlas Agena B    | Drugi amerykański satelita wczesnego ostrzegania mający wykrywać ślad cieplny promieniowania podczerwonego startujących radzieckich rakiet balistycznych. |
| 6 sierpnia 1961      | Wostok 2              | Wostok           | Drugi załogowy lot kosmiczny. Gierman Titow po wykonaniu 17 okrążeń Ziemi bezpiecznie wylądował za pomocą spadochronu. |
| 16 sierpnia 1961     | Explorer 12           | Thor Delta       | Badał pas Van Allena, promieniowanie kosmiczne, magnetosferę. |
| 13 września 1961     | Liberty Bell 7        | Mercury-Redstone | Drugi amerykański lot załogowy. Virgil Grissom wykonał trwający 15 minut lot suborbitalny, po czym wylądował na powierzchni oceanu. |
| 21 października 1961 | MIDAS 4 West Ford 1   | Atlas Agena B    | *Trzeci amerykański satelita wczesnego ostrzegania mający wykrywać ślad cieplny promieniowania podczerwonego startujących radzieckich rakiet balistycznych. *Nieudana próba rozsiania na orbicie 480 milionów miedzianych igieł każda o wymiarach długość 2 cm średnica 0,003 cm, które miały stworzyć rodzaj orbitalnego reflektora dla fal radiowych. |
| 15 listopada 1961    | Transit 4B TRAAC      | Thor Able Star   | *Satelita technologiczny testujący system nawigacyjny wyposażony w radioizotopowy generator termoelektryczny. *Badał możliwości stabilizowania i orientowania statku kosmicznego w przestrzeni. |
| 29 listopada 1961    | Mercury-Atlas 5       | Atlas D          | Ostatni amerykański test przed załogowym lotem kosmicznym. W kapsule był szympans Enos, który po dwukrotnym okrążeniu Ziemi wylądował na powierzchni oceanu. |
| 12 grudnia 1961      | Discoverer 36 OSCAR 1 | Atlas Agena B    | *Amerykański satelita satelita rozpoznawczy robiący zdjęcia powierzchni Ziemi z rozdzielczością 7,5 metra. *Pierwszy satelita w historii przeznaczony dla radioamatorów. Sygnał z satelity odebrało 570 radioamatorów z 28 krajów. |